# Польские доминиканки

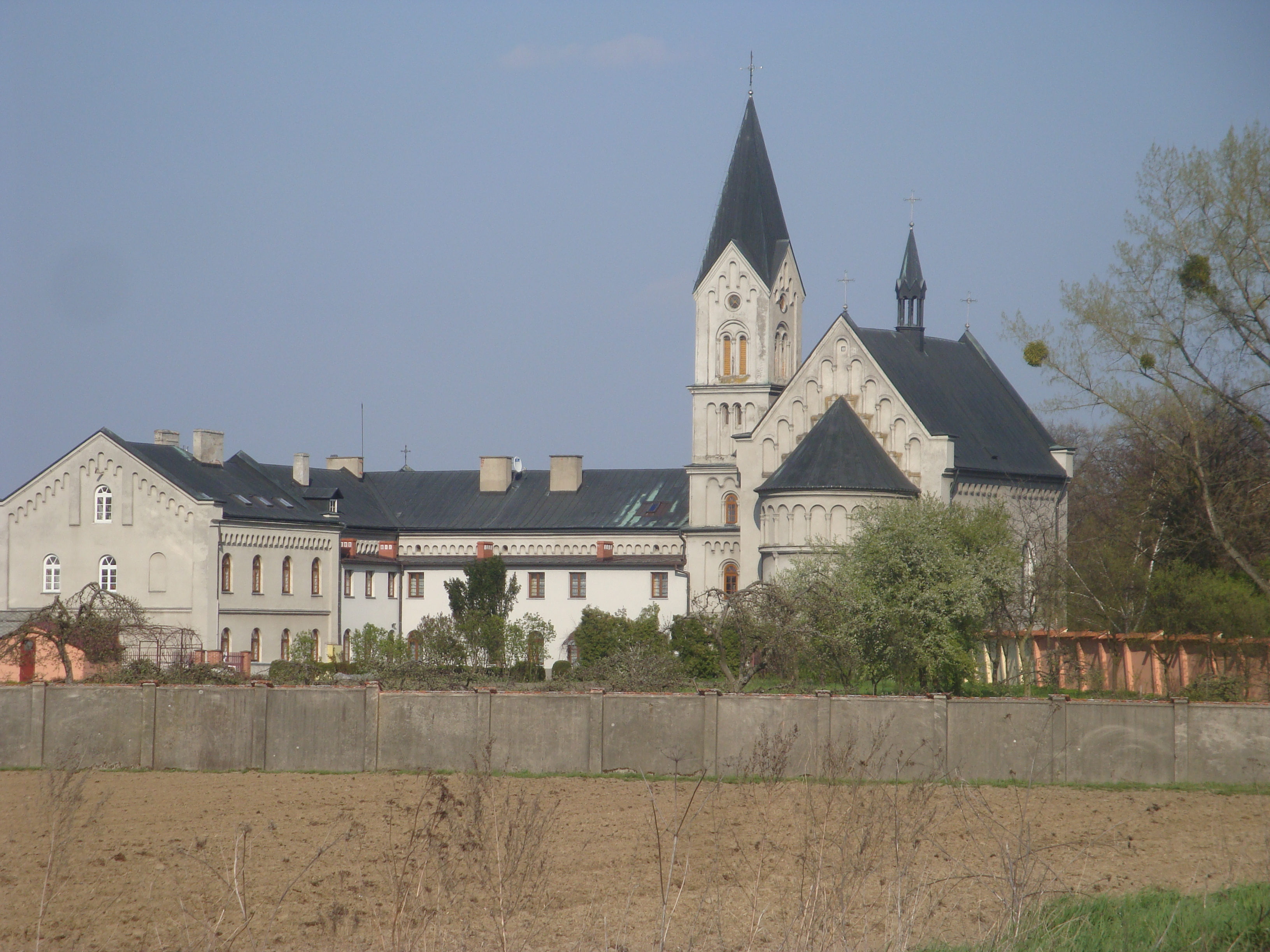
Монастырь доминиканок, Велёвесь, Тарнобжег, Польша

Польские доминиканки, официальное наименование — Конгрегация Сестёр святого Доминика (пол. Siostry Dominikanki, Zgromadzenie Sióstr św. Dominika, итал. Suore Dominicane della Polonia, лат.  Sorores Ordinis Sancti Dominici in Polonia), OP) — католическая женская монашеская конгрегация.

## История
Конгрегация была основана в 1861 году в приходе населённого пункта Велёвесь (сегодня — часть Тарнобжега). Основательницей конгрегации была монахиня Роза Колумба Бялецкая, которая в 1856 году встретила доминиканца Викентия Янделя, который вдохновил её создать женскую доминиканскую общину. Первый монашеский дом был построен в 1861 году в селе Веловесь. Устав конгрегации был написан на основе уставов, применяемых в женских монашеских доминиканских конгрегациях. В 1867 году устав конгрегации был утверждён на епархиальном уровне епископом Пшемысля Антонием Юзефом Манастырским.
21 марта 1885 года Устав конгрегации был одобрен Святым Престолом и утверждён 18 августа 1911 года.

## Святые конгрегации
- блаженная Мария Юлия Родзиньская (1899—1945).

## В настоящее время
В настоящее время монахини конгрегации работают в Польше, Белоруссии, Камеруне, Канаде, Италии и России.
На конец 2008 года конгрегация состояла из 362 монахинь, проживавших в 56 монашеских домах. Генеральный монашеский дом находится в Кракове.

## Источник
- Annuario Pontificio, Libreria Editrice Vaticana, Città del Vaticano, 2003, стр. 1439, ISBN 88-209-7422-3